# Rex nemorensis

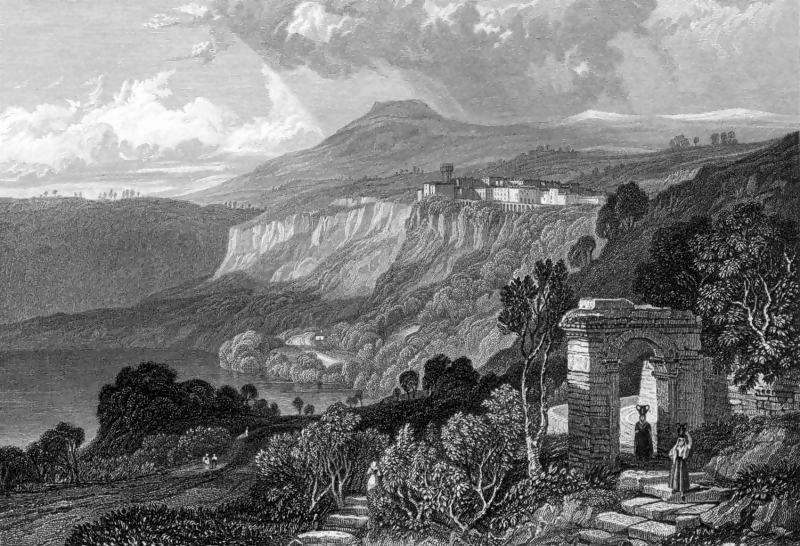
Ruines del temple de Diana, a la vora del llac Nemi, dibuix del 1831

El rex nemorensis, era el títol que tenia el sacerdot encarregat del culte a Diana a Arícia, la deessa de la mitologia romana. El seu nom es podria traduir com "el rei de Nemi" o "el rei de l'arbreda". És també el personatge principal del llibre "The Golden Bough" ("La branca daurada"), del mitògraf J.G. Frazer.

## La mort ritual
Tenir el càrrec de rex nemorensis suposava oferir-se ell mateix en sacrifici a la deessa Diana. Era un títol vitalici i només podia ser substituït en un duel que tenia lloc en el bosc sagrat de la deessa i on se suposava que Diana prenia part activa decidint el guanyador o controlant que la lluita fos neta.
L'origen d'aquest ritual podria estar connectat amb la formació de la "lliga del Latium", dirigida per un tal Laevius (o Baebius) Egerius, el qual estava sota la influència d'una aliança amb el tirà de Cumes Aristodem. La figura del rex nemorensis podria tenir a veure amb als esdeveniments polítics de finals del segle vi aC narrats per Titus Livi i Dionís d'Halicarnàs, potser amb el setge d'Arícia establert per Arrunt, el fill del cabdill etrusc Porsenna. Cal destacar que el Latiar o Feriae Latinae descrita per Plini el vell no era una festa presidida pel rex Nemorensis sinó pel rei dictador Latinus. Això era així perquè la lliga va ser una formació política i no una societat unida per lligams de sang, i també podria ser el motiu que justifiqués el fet de lluitar a mort per esdevenir sacerdot.

## Escrits antics
El relat sobre el rex Nemorensis apareix en diferents autors de l'antiguitat. Ovidi n'ofereix una descripció poètica: Durant el mes de març no hi havia res tan sagrat com el llac de Nemi, era ja sagrat en l'antiga religió i «el sacerdot que allà viu porta el seu regne amb mà ferma i peu lleuger, i mori seguint el seu propi exemple.» El títol de rex Nemorensis apareix en un text de Suetoni: «Ell [Cal·lígula] va cessar al rex Nemorensis, qui havia estat sacerdot durant molts anys, substituint-lo per un adversari més fort». Aquest passatge indica que en temps de l'emperador Cal·lígula, la tradició de substituir el sacerdot a través d'un combat ja havia caigut en desús.
Estrabó també parla d'aquesta institució: « i de fet un element escita i bàrbar predomina en els costums sagrats, perquè la persona que fa la funció de sacerdot no és més que un esclau fugitiu que ha matat amb les seves mans l'home que anteriorment estava consagrat a aquest ofici; de manera que el sacerdot va sempre armat amb una espasa i està a l'aguait de qualsevol atac preparat per a defensar-se.»
Pausànias fa una explicació sobre la creació del santuari de Diana:
«Els d'Arícia expliquen una història … que quan Hipòlit (el fill de Teseu) va ser ferit mortalment, mentre anava amb el seu carro, Asclepi el va salvar de morir. En tornar a estar viu, es va negar a perdonar el seu pare; desoint les seves súpliques, se'n va anar a Arícia, a Itàlia. Allà va esdevenir rei i va consagrar un recinte a Àrtemis, on des de llavors fins als nostres dies el premi per vèncer en combat singular contra el sacerdot és esdevenir el sacerdot de la deessa. La confrontació no estava oberta a homes lliures, sinó només a esclaus que haguessin fugit del seu amo» 
En la mitologia romana, Hipòlit va ser deïficat amb el nom de Virbius. Virgili fa una narració semblant a la de Pausànies en el seu poema l'Eneida.

## La branca daurada

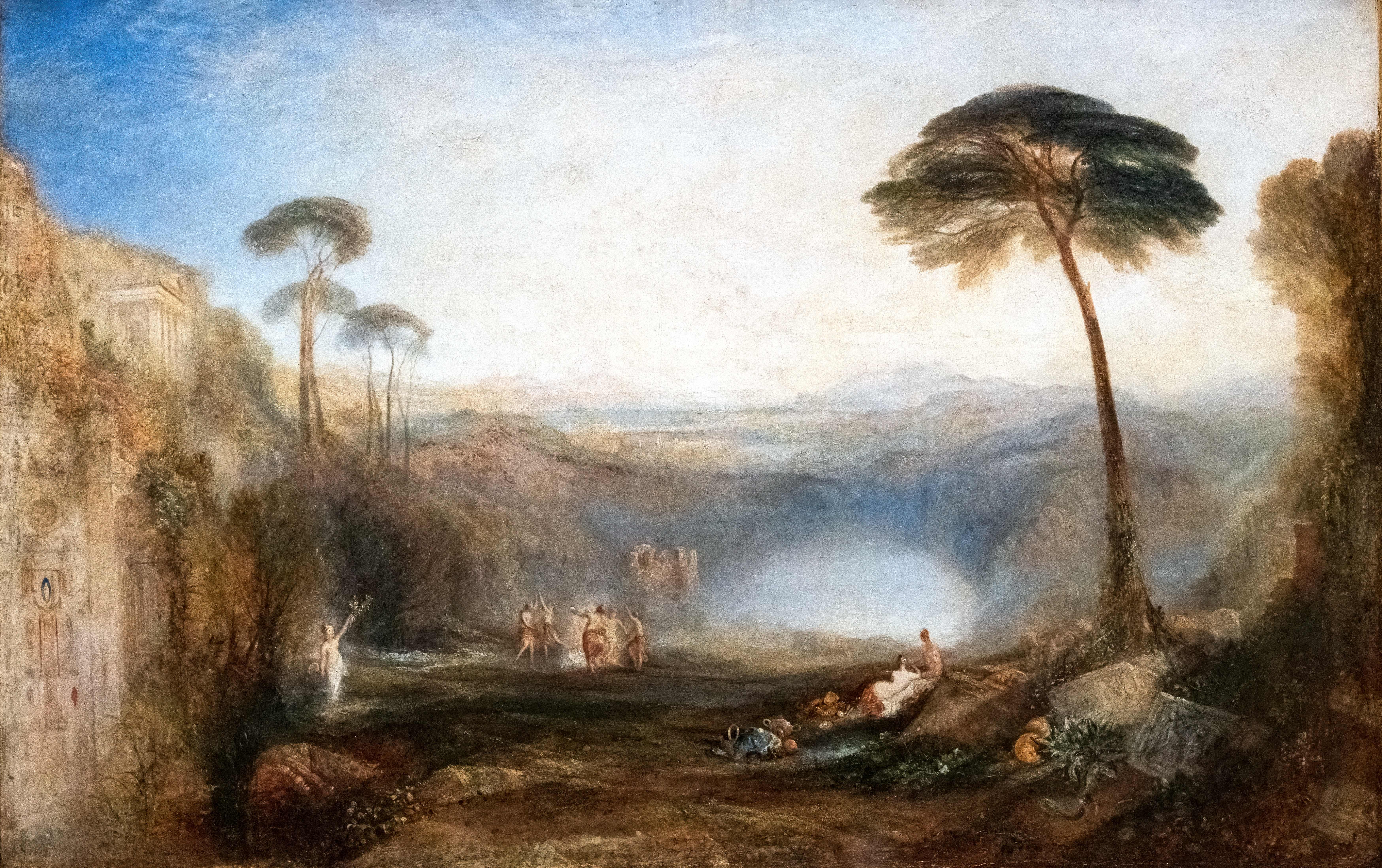
L'arbre de la branca daurada, pintura de J. M. W. Turner

El 1890 l'antropòleg escocès James George Frazer va fer un estudi sobre màgia i religió anomenat "La branca daurada". El títol d'aquesta obra estava inspirat en un episodi de l'Eneida en què Enees vol anar al regne dels morts a visitar el seu pare, llavors la sibil·la li aconsella que agafi una branca daurada que creixia en un roure sagrat del bosc on estava el temple de Diana i amb les seves propietats màgiques no passaria perills.
Frazer argumenta en el seu llibre que aquest càrrec sacerdotal era un exemple del mite, present en diverses cultures, del rei que periòdicament ha de morir per complir amb un ritual de fertilització.